# Кривая Речка
Крива́я Ре́чка (в верховье Арте́льная) — река в России на Кольском полуострове, протекает по территории Ловозерского района Мурманской области. Правый приток Поноя. Длина реки — 41 км, площадь водосборного бассейна — 284 км².

## Расположение
Расположена в юго-восточной части Кольского полуострова. Ширина — до 12-13 метров. Истоки Кривой Речки расположены на склонах безымянных возвышенностей в 10 километрах к западу от озера Песочное откуда река течёт сначала на юг, затем делает плавный изгиб на север, протекает через озеро Песочное (Нырдъявр), озеро Чуявр (Григорьевское) и озёра Вежа, делает изгиб на восток и впадает в Поной в 267 км от устья.

## Описание
Местность, по которой протекает река — холмистая и лесистая от истоков до озера Песочного и низменная и сильно заболоченная от Песочного до устья. Окружающие сопки — невысокие и пологие, высотой не более 220—270 метров. Глубина прилегающих болот превышает 2 метра. Растительность по берегам Кривой Речки — лесотундровая, высота деревьев до 13-15 метров.
Средняя скорость реки — до 0,3 м/с. Населённых пунктов на Кривой речке нет. Реку пересекают два зимника — в районе озёр Вежа и через узкое место озера Чуявр. Единственный крупный приток — ручей Песочный, впадает в Кривую Речку в 2 километрах до впадения последней в озеро Песочное.
Высота истока — 180,0 м над уровнем моря. Высота устья — 148,0 м над уровнем моря.